# Piletocera agathanalis
Piletocera agathanalis là một loài bướm đêm trong họ Crambidae.